# Echinozone perarmata
Echinozone perarmata is een pissebed uit de familie Munnopsidae. De wetenschappelijke naam van de soort is voor het eerst geldig gepubliceerd in 1971 door Birstein.